# Zelengora

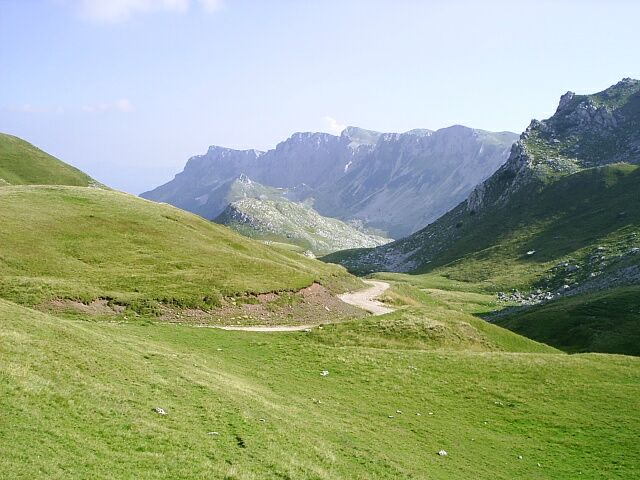
Horské údolí v pohoří Zelengora

Zelengora (v srbské cyrilici Зеленгора) je pohoří v Bosně a Hercegovině. Přesněji se nachází v jihovýchodní části země, v blízkosti Foči v Republice srbské. Je součástí národního parku Sutjeska. Nejvyšší vrchol pohoří (Bregoč) dosahuje výšky 2014 m. Kromě toho existuje ještě několik dalších vrcholků, které se svojí výškou blíží dvou tisícům metrů. 
Pohoří Zelengora je známé díky značnému počtu ledovcových jezer, mezi která patří například Kotlaničko jezero, Orlovačko jezero, Štirinsko jezero, Jugovo jezero, Donje Bare, Gornje Bare apod. Součástí pohoří je také Prales Peručica.